# 345 Gwardyjski Pułk Powietrznodesantowy
345 Gwardyjski Pułk Powietrznodesantowy (ros. 345-й гвардейский парашютно-десантный полк) – elitarna jednostka powietrznodesantowa, istniejąca w Armii Radzieckiej, a następnie rosyjskiej w latach 1944–1998.
Pełna nazwa pułku to: 345. Gwardyjski Orderu Czerwonego Sztandaru Pułk Powietrznodesantowy im. 70-lecia Leninowskiego Komsomołu odznaczony Orderem Suworowa 3 klasy (ros. Гвардейский Краснознамённый ордена Суворова III степени 345-й парашютно-десантный полк имени 70-летия Ленинского комсомола).

## Historia
Jednostka została utworzona w grudniu 1944 w obwodzie mohylewskim na podstawie 14 gw. bryg. powietrznodesantowej. Początkowo wchodziła w skład 105 gw. dywizji powietrznodesantowej we Ferganie (Uzbecka SRR). Do walki została wprowadzona w czasie operacji budapeszteńskiej w zimie 1945 roku w ramach 9 AGw. Do września 1946 pułk stacjonował na Węgrzech, następnie w Iwanowie, Kostromie, a od 1960 do 1979 ponownie we Ferganie (Uzbecka SRR). W 1979, po rozformowaniu 105 dywizji, pułk otrzymał status samodzielnej jednostki.
Pułk, wchodząc w skład 40 Armii, przebywał w Afganistanie od 14 grudnia 1979 do 11 lutego 1989. Po opuszczeniu Afganistanu wszedł w skład 104 gw. dywizji powietrznodesantowej i został rozlokowany na Zakaukaziu (Termez). 9 kwietnia 1989 pułk brał udział w rozpędzaniu antyrządowej demonstracji w Tbilisi. Od sierpnia 1992 uczestniczył w operacjach wojennych, a następnie pokojowych (w ramach sił KSPM) podczas konfliktu abchasko-gruzińskiego. Od września 1993 jednostka wchodziła formalnie w skład 7 gw. dyw. powietrznodesantowej.
Jesienią 1994 na podbudowie pułku została utworzona baza wojskowa nr 50. 30 kwietnia 1998, rozkazem ministra obrony FR, pułk został rozformowany, a na jego bazie utworzono 10 zmech. pułk powietrznodesantowy. Po wygaśnięciu mandatu rosyjskich sił pokojowych w Abchazji (grudzień 2002) jednostka ta została ostatecznie rozformowana. Jej sztandar i nagrody zostały przekazane do Centralnego Państwowego Muzeum Sił Zbrojnych w Moskwie.
W latach 1979–1998 pułk przez 18 lat i 5 miesięcy znajdował się w strefie działań wojennych.

### Wojna w Afganistanie
Najsławniejszym okresem w historii istnienia jednostki była radziecka interwencja w Afganistanie. 345 sppd był jedną z pierwszych jednostek radzieckich, która przybyła do Afganistanu. Oficjalnie, pułk wchodząc w skład 40 A znajdował się w Afganistanie od 14 grudnia 1979 (tj. na dziesięć dni przed oficjalnym rozpoczęciem interwencji) i zabezpieczał pierwsze transporty lądujące w Bagram, jednak jego historia udziału wojnie afgańskiej zaczęła się dużo wcześniej. Jego żołnierze byli przerzucani do Afganistanu już od lipca 1979, działając w ramach specgrup KGB i tzw. „batalionu muzułmańskiego”. Brali oni udział w pierwszej zbrojnej akcji radzieckich żołnierzy – 27 grudnia 1979 w szturmie na pałac prezydenta Amina (operacja Sztorm-333) i zajęciu Kabulu. Uczestniczyli we wszystkich większych i ważniejszych operacjach tamtej wojny: Panczszir-84, Magistrala i Tajfun. Jedna z jej kompanii – o numerze 9 – broniła bohatersko w styczniu 1988 wzgórza 3234. Ten jeden z najsłynniejszych epizodów wojny w Afganistanie stał się po latach kanwą głośnego filmu Fiodora Bondarczuka (9 kompania). Pomiędzy 1980 a 1989 jednostka uczestniczyła w ponad 240 operacjach bojowych w Afganistanie. Swoje działania bojowe zakończyła 11 lutego 1989. W tym okresie ośmiu jej żołnierzy otrzymało tytuł Bohatera Związku Radzieckiego. Ostatnim radzieckim żołnierzem poległym w wojnie w Afganistanie był spadochroniarz tej jednostki – szer. Igor Lachowicz (przy Salang, 7 lutego 1989).

## Dowódcy
Pierwszym dowódcą pułku był p.płk. Kotlarow (żadne ze źródeł nie podaje jego imienia), ostatnim – płk. Anatolij Bieriezowski,  najsławniejszym – płk. Walerij Wostrotin, który dowodził pułkiem od września 1986 do maja 1989.